# علی‌آباد نوپس‌پر
 علی‌آباد نوپس‌پر، روستایی از توابع بخش شال شهرستان بوئین‌زهرا در استان قزوین ایران است.

## جمعیت
این روستا در دهستان زین آباد قرار دارد و براساس سرشماری مرکز آمار ایران در سال ۱۳۸۵، جمعیت آن زیر سه خانوار بوده‌است.